# Фукс, Эдуард Карлович
Эдуард Карлович Фукс (30 апреля 1872, Копаткевичи, Мозырский уезд, Минская губерния, Российская империя — 2 апреля 1938, Днепропетровск) — российский и советский геолог. Исследователь железорудных месторождений Кривбасса. Герой Труда (1922).

## Биография
Родился 30 апреля 1872 года в селе Копаткевичи Мозырского уезда Минской губернии в семье учителя из обрусевшей немецкой семьи. Эдуарду, решившему поехать на учёбу в Санкт-Петербургский горный институт, денег на полный курс обучения не хватило. Свою трудовую деятельность в Донбассе Фукс начал с 1893 года с незаконченным образованием.
С 1897 году работает на Криворожье, где проявил себя горным специалистом. Эдуард Фукс пешком обходит все местные окрестности, сам фотографирует, делает зарисовки, собирает образцы минералов и потом анализирует данные о залежах криворожской земли.
Во время одной из геологических экспедиций встретил девушку с редким старинным именем Матрона. Они полюбили друг друга, но родители невесты, православные христиане, не хотели в зятья лютеранина. Эдуард Фукс решился на отчаянный шаг — в начале 1900 года, под Рождество, Фукс нанял тройку, подъехал к дому невесты и выкрал её. Венчать лютеранина Фукса без родительского благословения отказались, долгое время супруги жили не венчанными и их дети, родившиеся в гражданском браке, считались незаконнорождёнными. Только в 1908 году в метрической книге Свято-Николаевской церкви (близ станции Вечерний Кут) появилась запись о том, что Эдуард Карлович Фукс 6 февраля вступил в первый законный брак с девицей Матроной Тимофеевной Воленко.
С 1907 года начал сотрудничать с Новороссийским обществом.

### Советский период
В годы гражданской войны спас от уничтожения материалы по геологии и разведке месторождений Кривбасса. После установления советской власти руководил геологоразведочными работами, являясь главным геологом Южно-рудного треста (затем треста «Руда»). В 1922 году было присвоено звание «Герой Труда». С 1923 года преподавал в Криворожском вечернем рабочем техникуме, а с 1930 года становится главным геологом Кривбасса. Его авторитет как специалиста был непререкаемым, сделанные им прогнозы всегда подтверждались.
В 1930 году в первый раз был арестован по ложному обвинению во вредительстве. В 1931 году было принято решение о строительстве металлургического завода в Кривом Роге. Отведение земельного участка под строительство основных цехов и служб были поручены Фуксу.
В 1937 году был арестован во второй раз. Проходил по делу вместе с академиком Н. И. Свитальским. Арестованный как враг народа, он отказался признавать свою вину и объявил голодовку. Последние дни жизни провёл в 3-й городской больнице Днепропетровска.
Умер 2 апреля 1938 года в Днепропетровске. Место захоронения неизвестно.
Его коллекцию минералов разобрали по частям, малая её часть представлена в музее Технического университета. В 1970-е годы был продан дом близ станции Вечерний Кут, в котором жил Эдуард Карлович. На чердаке хранилось три ящика фотопластин с кадрами начала XX века. Новый хозяин дома выбросил их.

## Память
В 2016 году, в рамках кампании по декоммунизации, в Кривом Роге в честь Эдуарда Фукса была переименована улица Тухачевского.